# Bembidion callosum
Bembidion callosum es una especie de escarabajo del género Bembidion, familia Carabidae. Fue descrita científicamente por Küster en 1847.
Habita en Argelia, Francia, Grecia, Italia, Marruecos, Portugal, Serbia, España y Túnez.